# Omaniteri
L'omaniteri (Omanitherium dhofarensis) és una espècie de proboscidi extint de la família dels baritèrids que visqué durant l'Oligocè inferior a la península Aràbiga. Se n'han trobat restes fòssils al sud-oest d'Oman. És l'única espècie reconeguda del gènere Omanitherium. Fou descrit a partir d'un maxil·lar inferior amb algunes dents. La morfologia de les dents postcanines i el maxil·lar inferior era intermèdia entre la de l'arcanoteri i la del bariteri.